# Новак, Петар
Петар Новак (чеш. Petar Novák; 24 августа 1962) — чешский футболист, нападающий.

## Карьера
Играя за пражскую «Спарту», Новак в 1988 году стал лучшим бомбардиром Кубка европейских чемпионов, забив в общей сложности четыре гола в турнире. В первом раунде он на последних минутах удвоил преимущество своей команды в матче с исландским «Фрамом» (первый гол забил Томаш Скухравы). В ответном матче Новак сделал хет-трик, а его команда разгромила соперника со счётом 8:0. Однако во втором раунде «Спарта» уступила «Андерлехту» с итоговым счётом 3:1, единственный гол забил Иван Гашек.
После завершения карьеры игрока Новак получил диплом врача и работал в качестве доктора в «Спарте».